# Jorge Federico Márquez Muñoz
Jorge Federico Márquez Muñoz, (Ciudad de México, 5 de noviembre de 1973) es un académico, investigador y profesor titular del programa de posgrado y licenciatura en la Facultad de Ciencias Políticas y Sociales de la Universidad Nacional Autónoma de México, destacado por su trayectoria académica y su compromiso con la docencia a nivel superior. Ha sido Secretario de la Dirección y Coordinador del Centro de Estudios Políticos de la FCPyS durante el periodo 2004-2005. Ha publicado más de 40 artículos en revistas de Ciencias Sociales y poco más de siete libros de su propia autoría y  en coautoría con otros académicos.
Ha sido titular en más de 80 cursos de nivel licenciatura, maestría y doctorado en la UNAM, en las carreras de Ciencia Política, Administración Pública, Sociología y Relaciones Internacionales. Ha dirigido más de 45 tesis y participado en más de 75 exámenes de grado como sinodal.
Entre sus líneas de investigación se encuentran Historia Política, Gobernabilidad y Desarrollo Sustentable y Estudios de la Globalización. Es autor de los libros: Sociedad, Poder y Violencia. Vol II (FCPyS-SITESA, 2013), Las Claves de la Gobernabilidad (CONACYT-FCPyS, 2009), Más allá del Homo Oeconomicus (Galma, 2009), Política y Envidia. Del Medioevo al siglo XVIII (Lamoyi, 2008) y Una teoría política del agua y otros ensayos (Lamoyi, 2015). Es coautor de los libros Elección 2018. Una interpretación desde la Teoría Mimética (FCPS, 2020), Anatomía de la teoría Mimética (FCPS-Alios Ventós, 2020), Los retos de la gobernabilidad. El crimen organizado (FCPS-Gedisa, 2018),  Los desafíos políticos de la gobernabilidad (FCPS-Gedisa, 2016), Sociedad, Poder y Violencia. Vol. I (FCPyS-SITESA, 2011). También es coordinador de los libros: El Otro Titán: Iván Illich (Tomo, 2005), Sociedad Poder y Violencia. Vol III (FCPS-SITESA, 2014), La teoría política hoy (FCPS-SITESA, 2012), México. Gobernabilidad y gobernanza (FCPS, 2013) y Visión social del desarrollo sustentable (FCPS, 2014). Cuenta además con 20 capítulos de libros y diversos artículos publicados en revistas de prestigio. Ha participado en los comités de admisión para la Maestría y el Doctorado de ambos programas.

## Formación Académica
A los 23 años obtuvo su título universitario como Licenciado en Relaciones Internacionales, obtuvo mención honorífica y posteriormente aplicó para entrar al Programa de Posgrado en Estudios Políticos y Sociales. En 2002 recibió el grado de maestro en Estudios Políticos y Sociales por la FCPyS con la tesis "La envidia como causa de cambios políticos y sociales en la Grecia de los siglos VIII al IV a.C.", trabajo que le hizo acreedor a la Medalla Alfonso Caso y que posteriormente se publicaría mientras cursaba sus estudios de doctorado. En 2006 se graduó del doctorado en Ciencias Políticas y Sociales con la investigación "La envidia en la formación política del mundo moderno"; por ambas obras recibió mención honorífica.
El Doctor Jorge Márquez se ha dedicado poco más de 28 años al trabajo universitario. Como estudiante y como ayudante de profesor en materias como Teoría Social III y Filosofía y Teoría Política I en la Facultad de Ciencias Políticas y Sociales de la UNAM; continuó como profesor de asignatura en materias relacionadas con la historia, en tópicos de política y poder. En 2009, mediante concurso de oposición, obtuvo la categoría de profesor asociado “C” de tiempo completo y, en 2011, la definitividad como profesor titular “A” de tiempo completo adscrito al Centro de Estudios Políticos de la misma Facultad. Por su trayectoria, desde 2007 es miembro del Sistema Nacional de Investigadores y reconocido en el Programa de Primas al Desempeño del Personal Académico de Tiempo Completo con el nivel D.

### Otros afines
Su labor docente se refleja en la impartición de más de 60 cursos tan solo dentro de la UNAM y ocho más en otras instituciones de educación superior. Ha dictado cátedra en las carreras de Ciencia Política y Administración Pública, Relaciones Internacionales y Sociología, de un amplio abanico de temas que con mayor frecuencia han sido: Teoría y metodología de las ciencias sociales II; Grupos de poder y negociación política; Historia del pensamiento político y social e Historia mundial I y II. En el último año, sobresalen: Desarrollo sustentable, actores y movimientos sociales; Seminario de titulación I en estudios regionales; y Conflicto y Contención del conflicto político y social en América Latina, perteneciente al Posgrado en Estudios Latinoamericanos de la UNAM. 
Comprometido con la formación de nuevas generaciones de científicos sociales, ha impartido más de 100 conferencias en México, Austria, Holanda, Portugal, España, Estados Unidos, Cuba y República Checa. Ha participado en 22 programas de televisión como comentarista de asuntos políticos e históricos, en 37 programas de radio y ha sido entrevistado en 46 ocasiones para medios impresos de noticias.

## Vida personal
El doctor Márquez ha dedicado gran parte de su vida al trabajo docente y a la investigación académica.

## Premios y reconocimientos
- 2º Lugar en el Concurso convocado por el Comité de Festejos del Cincuenta Aniversario de la Universidad Veracruzana en la categoría de Ensayo (1994)
- Medalla Alfonso Caso por sus Estudios de Maestría (2002)
- Miembro de la Junta de Gobierno del Colegio de Veracruz (2004-2011)
- Distinción Universidad Nacional para Jóvenes Académicos en el Área de Docencia en Ciencias Sociales (2012)